# 금강대교
금강대교(錦江大橋)는 충청남도 서천군 화양면에서 전북특별자치도 군산시 나포면을 잇는 금강의 다리이다. 서해안고속도로가 지난다.